# Pyropelta bohlei
Pyropelta bohlei is een slakkensoort uit de familie van de Pyropeltidae. De wetenschappelijke naam van de soort is voor het eerst geldig gepubliceerd in 1996 door L. Beck.